# Liste der Straßen und Plätze in Oberpoyritz

Lage der Gemarkung Oberpoyritz in Dresden

Die Liste der Straßen und Plätze in Oberpoyritz beschreibt das Straßensystem im Dresdner Stadtteil Oberpoyritz mit den entsprechenden historischen Bezügen. Aufgeführt sind Straßen, die im Gebiet der Gemarkung Oberpoyritz liegen. Kulturdenkmale in der Gemarkung Oberpoyritz sind in der Liste der Kulturdenkmale in Oberpoyritz aufgeführt.
Oberpoyritz zählt zum statistischen Stadtteil Hosterwitz/Pillnitz, der wiederum zum Stadtbezirk Loschwitz der sächsischen Landeshauptstadt Dresden gehört. Wichtigste Straße in der Oberpoyritzer Flur ist die Lohmener Straße, die als Staatsstraße 167 von Pillnitz kommend über Oberpoyritz und Graupa in Richtung Pirna-Copitz weiterführt. Insgesamt gibt es in Oberpoyritz elf benannte Straßen und Plätze, die in der folgenden Liste aufgeführt sind.

## Legende
Die nachfolgende Tabelle gibt eine Übersicht über die vorhandenen Straßen und Plätze im Ortsteil sowie einige dazugehörige Informationen. Im Einzelnen sind dies:
- Name/Lage: Aktuelle Bezeichnung der Straße oder des Platzes sowie unter ‚Lage‘ ein Koordinatenlink, über den die Straße oder der Platz auf verschiedenen Kartendiensten angezeigt werden kann. Die Geoposition gibt dabei ungefähr die Mitte der Straße an.
- Länge/Maße in Metern: Die in der Übersicht enthaltenen Längenangaben sind nach mathematischen Regeln auf- oder abgerundete Übersichtswerte, die in Google Earth mit dem dortigen Maßstab ermittelt wurden. Sie dienen eher Vergleichszwecken und werden, sofern amtliche Werte bekannt sind, ausgetauscht und gesondert gekennzeichnet. Bei Plätzen sind die Maße in der Form a × b dargestellt. Der Zusatz ‚im Stadtteil‘ bzw. ‚im Ortsteil‘ gibt an, wie lang die Straße innerhalb des Stadt-/Ortsteils ist, sofern sie durch mehrere Stadt-/Ortsteile verläuft.
- Namensherkunft: Ursprung oder Bezug des Namens.
- Jahr der Benennung: Zeitpunkt, zu dem die Straße ihren heute gültigen Namen erhielt (sofern bekannt).
- Anmerkungen: Weitere Informationen bezüglich anliegender Institutionen, der Geschichte der Straße, historischer Bezeichnungen, Baudenkmalen usw.
- Bild: Foto der Straße.

## Straßenverzeichnis
| Name/Lage                 | Länge/Maße | Namensherkunft                                    | Jahr der Benennung | Anmerkungen                                                                                          | Bild               |
| ------------------------- | ---------- | ------------------------------------------------- | ------------------ | --- | ------------------ |
| Am Waldrand Lage          |            | Lage am Waldrand                                  |                    | |                    |
| An den Jagdwegen Lage     |            | Lage an den Jagdwegen                             |                    | |                    |
| An der Rysselkuppe Lage   |            | Lage an der Rysselkuppe, einem markanten Weinberg |                    | | An der Rysselkuppe |
| An der Schmiede Lage      |            | Lage an der Schmiede                              |                    | |                    |
| Dorfplatz Lage            |            | Alter Dorfplatz von Oberpoyritz                   |                    | Oberpoyritz entstand als Rundweiler.                                                                 | Dorfplatz          |
| Graupaer Straße Lage      |            | Graupa, benachbarte Ortschaft von Pirna           |                    | |                    |
| Lohmener Straße Lage      |            | Lohmen, nahegelegene Gemeinde                     |                    | |                    |
| Oberpoyritzer Straße Lage |            | Oberpoyritz                                       |                    | Die Oberpoyritzer Straße ist die alte Verbindung von Söbrigen über Pillnitzer Flur nach Oberpoyritz. |                    |
| Viehbotsche Lage          |            | Viehtriebe                                        |                    | | Viehbotsche        |
| Waldweg Lage              |            | Wald                                              |                    | |                    |
| Weinbergsweg Lage         |            | Weinberg                                          |                    | | Weinbergsweg       |